# Аболинс, Виктор Яковлевич
Аболинс Виктор Яковлевич (19 декабря 1924, Ленинград, ныне Санкт-Петербург — 25 июля 1997, Москва) — советский военачальник, генерал-полковник (27 октября 1977 г.).

## Биография
Родился в семье рабочего. Латыш. В начале Великой Отечественной войны был эвакуирован из Ленинграда. В 1942 году окончил среднюю школу в Саратове. В том же году поступил в Саратовский автодорожный институт. 
В Красную Армию призван в декабре 1942 года. В 1944 году окончил Подольское пехотное училище. Участник Великой Отечественной войны с 21 марта 1944 года. Командовал взводом в отдельном гвардейском учебном стрелковом батальоне 43-й гвардейской Латышской стрелковой дивизии на 2-м Прибалтийском и Ленинградском фронтах. Отличился в ходе Прибалтийской наступательной операции. 
После войны продолжал службу в Советской армии. В 1955 году окончил Военную академию имени М. В. Фрунзе с золотой медалью. В 1967 году окончил Военную академию Генерального штаба Вооружённых Сил СССР с золотой медалью.
С 1969 по сентябрь 1970 года — командир 30-й гвардейской Иркутско-Пинской мотострелковой дивизии имени Верховного Совета РСФСР 28-го армейского корпуса в Центральной группе войск (Чехословакия). С августа 1973 по май 1975 года начальник штаба — первый заместитель командующего войсками Прикарпатского военного округа. 
С мая 1978 года начальник Главного организационно-мобилизационного управления Генерального штаба — заместитель начальника Генерального штаба Вооружённых Сил СССР. С 1982 года — первый заместитель начальника Военной академии Генерального штаба Вооружённых Сил СССР имени К. Е. Ворошилова. С 1990 года в запасе. Продолжал трудиться в академии профессором кафедры стратегии.
Автор научных трудов и публикаций по военно-стратегическим и военно-историческим вопросам. Профессор кафедры стратегии Военной академии Генерального штаба Вооружённых Сил СССР. Доктор военных наук. Почётный член Российской академии естественных наук.
Умер 25 июля 1997 года. Похоронен на Троекуровском кладбище Москвы.

## Высшие воинские звания
- генерал-майор — 21.02.1969
- генерал-лейтенант — 25.04.1975
- генерал-полковник — 27.10.1977

## Награды
- Орден Октябрьской Революции (1978[2])
- Два ордена Красного Знамени (1974, 1980)
- Орден Трудового Красного Знамени (1981)
- Орден Отечественной войны I степени (1985)
- Орден Красной Звезды (5.04.1945)
- Орден «За службу Родине в Вооружённых Силах СССР» III степени (1988)
- Две медали «За боевые заслуги» (6.11.1944, 1953)
- Юбилейная медаль «За воинскую доблесть. В ознаменование 100-летия со дня рождения В.И. Ленина»
- Медаль «За отличие в охране государственной границы СССР» (1979)
- Медаль «За оборону Ленинграда»
- Медаль «За победу над Германией в Великой Отечественной войне 1941—1945 гг.»
- Юбилейная медаль «Двадцать лет Победы в Великой Отечественной войне 1941—1945 гг.»
- Юбилейная медаль «Тридцать лет Победы в Великой Отечественной войне 1941—1945 гг.»
- Юбилейная медаль «Сорок лет Победы в Великой Отечественной войне 1941—1945 гг.»
- Медаль «Ветеран Вооружённых Сил СССР»
- Медаль «За укрепление боевого содружества» (1980)
- Медаль «За освоение целинных земель»
- Медаль «За укрепление боевого содружества»
- Юбилейная медаль «30 лет Советской Армии и Флота»
- Юбилейная медаль «40 лет Вооружённых Сил СССР»
- Юбилейная медаль «50 лет Вооружённых Сил СССР»
- Юбилейная медаль «60 лет Вооружённых Сил СССР»
- Юбилейная медаль «70 лет Вооружённых Сил СССР»
- Медаль «В память 250-летия Ленинграда»
- Медаль «За безупречную службу» I (1962) и II степеней (1959)

Иностранные награды
- Орден Боевого Красного Знамени (Монголия)
- Медаль «За укрепление дружбы по оружию» I степени (ЧССР, 20.03.1970)
- Медаль «30 лет освобождения Чехословакии Советской Армией» (ЧССР, 1974)
- Медаль «20-я годовщина Революционных Вооружённых сил Кубы» (Куба, 1978)
- Медаль «30-я годовщина Революционных Вооружённых сил Кубы» (1986)
- Медаль «100 лет Освобождения Болгарии от османского рабства» (Болгария)
- Медаль «100 лет со дня рождения Георгия Димитрова» (Болгария)
- Медаль «30 лет Болгарской народной армии» (Болгария, 1974)
- Медаль «За укрепление братства по оружию» (Болгария, 1977)
- Медаль «Братство по оружию» (Польша)
- Медаль «40 лет Халхин-Гольской Победы» (Монголия, 1979)
- Медаль «60 лет Вооружённым силам МНР» (Монголия, 1981)